# Chloé Chevalier (autrice)
Ne doit pas être confondu avec Chloé Chevalier.
Œuvres principales
- Récits du Demi-Loup
- Loin des Îles Mauves
- Les Essaims

Chloé Chevalier, née en 1988 en Saône-et-Loire, est une scénariste et autrice française de nouvelles et de romans de science-fiction et de fantasy.

## Biographie
Chloé Chevalier naît en 1988 en Saône-et-Loire et grandit à Milly-Lamartine. Parmi ses passions : les œuvres de Robin Hobb, le théâtre et la réalisation de films. Le premier scénario amateur qu'elle écrit s'intitule Les Femmes du Demi-Loup et sera la base de son futur cycle Récits du Demi-Loup.
En 2013, elle soutient un master de recherche sur la fantasy au cinéma et à la télévision. En 2014, elle co-fonde la société de production Les Films d’Argile où elle travaille essentiellement comme scénariste et script doctor. En parallèle, elle écrit des romans et des nouvelles dans les genres de la fantasy et de la science-fiction.

## Œuvre
Chloé Chevalier commence sa carrière d'autrice avec un cycle de fantasy réaliste en quatre tomes, intitulé Récits du Demi-Loup, « une épopée féministe, dans un univers médiéval dénué de magie où tout se joue sur la psychologie et les liens entre les personnages ». Cette œuvre est comparée aux « Rois Maudits version féminine » et qualifiée de subtile et émouvante.
En 2022, elle commence un nouveau cycle de fantasy en young adult, avec Loin des îles mauves, où elle explore  « la notion de civilisation, l'identité et la féminité dans un récit doux-amer ».
Touchée par les thèmes de l'identité, de l'émancipation et de la place des femmes, elle s'intéresse ensuite à la science-fiction. En 2024, elle publie la novella Les Essaims chez Robert Laffont, dans la collection Le labo Ailleurs et demain, considérée comme un « espace d'exploration de l'écriture » qui défend entre autres « des voix contemporaines qui donnent à voir le monde autrement ». Cette novella est qualifiée de « space-opera paisible, fable utopique et douce, qui parle de résilience et de partage du vivant, mais aussi de solitude et de nécessaire ouverture à l’autre ». Sa plume y est qualifiée d'aussi « fluide que belle » et son texte « empli d'une beauté triste, d'une poésie mélancolique et vertigineuse ».

## Publications
Source : « Chloé Chevalier », sur Babelio (consulté le 16 novembre 2024).

### Romans

#### CycleRécits du Demi-Loup
- Véridienne, Les Moutons électriques, 2015, 384 p. (ISBN 978-2-36183-218-6)
- Les Terres de l'Est, Les Moutons électriques, 2016, 336 p. (ISBN 978-2-36183-273-5)
- Mers brumeuses, Les Moutons électriques, 2017, 368 p. (ISBN 978-2-36183-362-6)
- Clémente nous soit la pluie, Les Moutons électriques, 2020, 544 p. (ISBN 978-2-36183-622-1)
- Hors-série : Fleurs au creux des ruines, Les Moutons électriques, 2016, 128 p. (ISBN 978-2-36183-307-7)

#### CycleLoin des îles mauves
- La Sans-Étoiles, Robert Laffont, 2022, 416 p. (ISBN 978-2-221-26088-3)
- Le Sans-Soleil, Robert Laffont, 2024, 476 p. (ISBN 978-2-221-27041-7)

#### Ouvrages indépendants
- Les Essaims, Robert Laffont, 2024, 112 p. (ISBN 978-2-221-27513-9)

### Nouvelles
- Les Derniers possibles, 2020 dans Textes réunis par Stuart Calvo, Sauve qui peut. Demain la santé, Clamart, La Volte, 2020, 672 p. (ISBN 978-2-37049-101-5)
- Trois poneys morts, 2020 dans Textes réunis par Aline Aurias, Roland Lehoucq, Daniel Suchet et Jérôme Vincent, Nos futurs, Chambéry, ActuSF, 2020, 536 p. (ISBN 978-2-37686-259-8)
- Les Déroutés, 2021 dans Textes réunis par Ariel Kyrou, Nos Futurs Solidaires, ActuSF, 2022, 384 p. (ISBN 978-2-37686-455-4)
- Mo ou les cachaliers, 2023 dans Gandahar n° 37 : Humain - Animal, Clermont-Ferrand, Gandahar, 2023, 146 p.
- La Succulente, 2024 dans Textes réunis par André-François Ruaud, Solarpunk - Vers des futurs radieux, Bordeaux, Les Moutons électriques, 2024, 416 p. (ISBN 978-2-36183-924-6)
- Un code / Pas de code, 2024, en co-écriture avec Clément Schneider, dans Quartiers libres. Demain, la ville, Clamart, La Volte, 2024, 512 p. (ISBN 978-2-37049-251-7)
- Somèj, 2024, en co-écriture avec Elio Possoz, dans Géante Rouge n° 32, Bellaing, GalaxiesSF, 2024, 192 p.

## Filmographie en tant que scénariste
Source : « Chloé Chevalier - Unifrance », sur www.unifrance.org (consulté le 16 novembre 2024).
- 2013 : Études pour un paysage amoureux (réalisateur : Clément Schneider, long métrage)
- 2016 : Tard dans la nuit (réalisateur : Thomas Devouge, moyen métrage)
- 2018 :  Un violent désir de bonheur (réalisateur : Clément Schneider, long métrage)
- 2024 : La fin de l'âge de fer (réalisateur : Clément Schneider, long métrage)

## Distinctions
- 2017 : sélection ACID du Festival de Cannes pour le long métrage Un violent désir de bonheur[2].
- 2025 : grand prix de l'Imaginaire de la meilleure nouvelle francophone pour Les Essaims[9].